# Associazione Sportiva Jesi Calcio 1987-1988
Questa pagina raccoglie le informazioni riguardanti l'Associazione Sportiva Jesi Calcio nelle competizioni ufficiali della stagione 1987-1988.

## Rosa
| N. |                   | Ruolo | Calciatore                |
| -- | ----------------- | ----- | ------------------------- |
|    | Italia (bandiera) | C     | Emiliano Venturini Arcone |
|    | Italia (bandiera) | A     | Mauro Bertarelli          |
|    | Italia (bandiera) | C     | Giampiero Cardinali       |
|    | Italia (bandiera) | P     | Adriano Casiraghi         |
|    | Italia (bandiera) | D     | Alberto Cionna            |
|    | Italia (bandiera) | D     | Fabio Favi                |
|    | Italia (bandiera) | A     | Stefano Garbuglia         |
|    | Italia (bandiera) | C     | Paolo Giusti              |
|    | Italia (bandiera) | A     | Yuri Mancini              |
|    | Italia (bandiera) | A     | Giuseppe Novellino (II)   |
|    | Italia (bandiera) | A     | Francesco Parisi          |

| N. |                   | Ruolo | Calciatore           |
| -- | ----------------- | ----- | -------------------- |
|    | Italia (bandiera) | C     | Emanuele Pascucci    |
|    | Italia (bandiera) | D     | Piero Petrini        |
|    | Italia (bandiera) | P     | Sergio Spuri         |
|    | Italia (bandiera) | C     | Fabrizio Stacchiotti |
|    | Italia (bandiera) | D     | Stefano Tarabelli    |
|    | Italia (bandiera) | A     | Vanni Tessari        |
|    | Italia (bandiera) | C     | Giovanni Trillini    |
|    | Italia (bandiera) | D     | Sauro Trillini       |
|    | Italia (bandiera) | D     | Fausto Vinti         |
|    | Italia (bandiera) | C     | Luigi Viscione       |